# Kanton Candé
Der Kanton Candé war von 1790 bis 2015 ein französischer Wahlkreis im Arrondissement Segré, im Département Maine-et-Loire und in der Region Pays de la Loire. Sein Hauptort war Candé.
Im Zuge der Umorganisation im Jahr 2015 wurde der Kanton aufgelöst und seine Gemeinden dem Kanton Segré zugeteilt.
Der Kanton Candé umfasste Wahlberechtigte aus folgenden sechs Gemeinden:
| Gemeinde             | Einwohner Jahr | Fläche km² | Bevölkerungsdichte | Code INSEE | Postleitzahl |
| -------------------- | -------------- | ---------- | ------------------ | ---------- | ------------ |
| Angrie               | 968 (2013)     | –          | – Einw./km²        | 49008      | 49440        |
| Candé                | 2916 (2013)    | –          | – Einw./km²        | 49054      | 49440        |
| Challain-la-Potherie | 815 (2013)     | –          | – Einw./km²        | 49061      | 49440        |
| Chazé-sur-Argos      | 1053 (2013)    | –          | – Einw./km²        | 49089      | 49500        |
| Freigné              | 1131 (2013)    | –          | – Einw./km²        | 49144      | 49440        |
| Loiré                | 896 (2013)     | –          | – Einw./km²        | 49178      | 49440        |